# Вершацька сільська рада
Ве́ршацька сільська́ ра́да — адміністративно-територіальна одиниця та орган місцевого самоврядування в Чигиринському районі Черкаської області. Адміністративний центр — село Вершаці.

## Загальні відомості
- Населення ради: 1 118 осіб (станом на 2001 рік)

## Населені пункти
Сільській раді підпорядковані населені пункти:
- с. Вершаці
- с-ще Кудашеве
- с. Тарасо-Григорівка

## Склад ради
Рада складається з 14 депутатів та голови.
- Голова ради: Чубин Ніна Олексіївна
- Секретар ради: Рогоза Людмила Миколаївна

### Керівний склад попередніх скликань
| Прізвище, ім'я, по батькові | Основні відомості                                                                       | Дата обрання | Дата звільнення |
| --------------------------- | --------------------------------------------------------------------------------------- | ------------ | --------------- |
| Чубін Ніна Олексіївна       | Сільський голова, 1959 року народження                                                  | 26.03.2006   | 31.10.2010      |
| Чубин Ніна Олексіївна       | Сільський голова, 1959 року народження, освіта середня спеціальна, член Партії регіонів | 31.10.2010   |                 |

Примітка: таблиця складена за даними сайту Верховної Ради України

### Депутати
За результатами місцевих виборів 2010 року депутатами ради стали:

#### За суб'єктами висування
| Суб'єкт висування                         | Кількість обраних депутатів | %    |
| ----------------------------------------- | --------------------------- | ---- |
| Самовисування                             | 10                          | 71,4 |
| Партія промисловців і підприємців України | 4                           | 28,6 |

#### За округами
| № округу                                  | Прізвище, ім'я, по батькові          | Дата визнання обраним | Освіта  | Партійна приналежність                         | Відомості про обраного депутата                                        |
| ----------------------------------------- | ------------------------------------ | --------------------- | ------- | ---------------------------------------------- | ---------------------------------------------------------------------- |
| Партія промисловців і підприємців України |                                      |                       |         |                                                |                                                                        |
| 2                                         | Балаш Олександр Петрович             | 04.11.2010            | вища    | член Партії промисловців і підприємців України | тимчасово не працює                                                    |
| 6                                         | Балаш Василь Васильович              | 04.11.2010            | середня | член Партії промисловців і підприємців України | приватний підприємець                                                  |
| 7                                         | Товсторебрий Олександр Володимирович | 04.11.2010            | середня | член Партії промисловців і підприємців України | тимчасово не працює                                                    |
| 9                                         | Шара Ольга Іванівна                  | 04.11.2010            | середня | член Партії промисловців і підприємців України | тимчасово не працює                                                    |
| Самовисування                             |                                      |                       |         |                                                |                                                                        |
| 1                                         | Мірошніченко Анатолій Володимирович  | 04.11.2010            | середня | член Партії регіонів                           | приватний підприємець                                                  |
| 3                                         | Самброс Григорій Іванович            | 04.11.2010            | вища    | член Партії регіонів                           | тимчасово не працює                                                    |
| 4                                         | Рогоза Людмила Миколаївна            | 04.11.2010            | вища    | позапартійна                                   | Вершацька сільська рада, секретар                                      |
| 5                                         | Колбасюк Тетяна Петрівна             | 04.11.2010            | середня | член Партії регіонів                           | Чигиринський терцентр обслуговування пенсіонерів, соціальний працівник |
| 8                                         | Коваленко Любов Іванівна             | 04.11.2010            | вища    | позапартійна                                   | Вершацька сільська рада, головний бухгалтер                            |
| 10                                        | Вовченко Світлана Анатоліївна        | 04.11.2010            | середня | позапартійна                                   | Поштове відділення, завідувач                                          |
| 11                                        | Діордій Алла Афанасіївна             | 04.11.2010            | вища    | позапартійна                                   | Вершацька загальноосвітня школа, вчитель                               |
| 12                                        | Луб'яна Ніна Сергіївна               | 04.11.2010            | вища    | позапартійна                                   | пенсіонер                                                              |
| 13                                        | Магда Валентина Миколаївна           | 04.11.2010            | середня | позапартійна                                   | Чигиринський терцентр обслуговування пенсіонерів, соціальний працівник |
| 14                                        | Сироватка Мар'яна Іванівна           | 04.11.2010            | вища    | позапартійна                                   | фельдшерсько-акушерський пункт с. Тарасо-Григорівка, завідувач         |